# Cybaeus jilinensis
Cybaeus jilinensis is een spinnensoort in de taxonomische indeling van de waterspinnen (Cybaeidae).
Het dier behoort tot het geslacht Cybaeus. De wetenschappelijke naam van de soort werd voor het eerst geldig gepubliceerd in 1993 door Da-xiang Song, Joo-Pil Kim & Zhu.